# NGC 3602
NGC 3602 este o liner situată în constelația Leul. A fost descoperită în 4 martie 1865 de către Albert Marth.